# Alexia Sedykh
Alexia Sedykh (* 13. September 1993 in Paris) ist eine französische Hammerwerferin.

## Sportliche Laufbahn
Sedykh war in ihrer Jugend in diversen Wurfdisziplinen aktiv, spezialisierte sich aber schließlich auf den Hammerwurf. Erste internationale Erfahrungen sammelte sie bei den Jugendweltmeisterschaften 2009 in Brixen, wo sie im Finale den achten Platz belegte. Zudem gewann sie bei der Gymnasiade in Doha die Goldmedaille. 2010 gewann sie überraschend die Goldmedaille bei den erstmals ausgetragenen Olympischen Jugendspielen in Singapur. 2011 gewann sie bei den Junioreneuropameisterschaften 2011 in Tallinn die Bronzemedaille mit 65,02 Metern. Ein Jahr später folgte Silber bei den Juniorenweltmeisterschaften in Barcelona hinter ihrer Landsfrau Alexandra Tavernier. 2013 nahm sie an den U23-Europameisterschaften in Tampere teil und gewann dort mit 66,67 m die Bronzemedaille.
2015 gewann Sedykh beim Europäischen Winterwerfercup die Bronzemedaille und qualifizierte sich für die U23-Europameisterschaften in Tallinn. Dort verpasste sie als Vierte die Bronzemedaille um mehr als einen Meter.
Ihr Trainer und Vater war der zweifache Olympiasieger und Weltrekordhalter Jurij Sjedych, und auch ihre Mutter Natalja Lissowskaja ist Olympiasiegerin, Weltmeisterin und Weltrekordhalterin im Kugelstoßen. Ihre Eltern zogen 1992 nach Paris, da ihr Vater an einer Universität lehrte. Ihre Halbschwester Oxana Kondratjewa, international für Russland startend, ist ebenfalls eine erfolgreiche Hammerwerferin.